# Cotter, Iowa
Cotter là một thành phố thuộc quận Louisa, tiểu bang Iowa, Hoa Kỳ. Năm 2010, dân số của thành phố này là 48 người.

## Dân số
Dân số qua các năm:
- Năm 2000: 48 người.
- Năm 2010: 48 người.